# Óscar Salinas
Óscar Fernando Salinas Aguilar (Curacaví, 26 de junio de 1988) es un futbolista chileno que juega de delantero en Deportes Recoleta de la Primera B de Chile.

## Trayectoria
Comienza jugando en las divisiones inferiores de Deportes Melipilla donde muestra un gran nivel motivo por el cual tiene un paso, aunque corto, por las divisiones inferiores de la Universidad de Chile dirigida por ese entonces por Ronald Fuentes, debido a que se niegan a venderlo debe retornar a Deportes Melipilla. Dirigido por Luis Musrri debuta en Primera B el año 2006 obteniendo el título de campeón. 
El 2007 debuta en Primera A del fútbol profesional de Chile con grandes actuaciones hasta el año 2008, donde abandona el club para recalar en el naciente cuadro de Unión Temuco, donde se consagra como figura y Goleador de la categoría gracias a sus 2 anotaciones en el partido final logra que su equipo se titule campeón de Tercera División A, ascendiendo así por primera vez al profesionalismo y entrando en la historia del Club. En diciembre del 2009 es premiado por Círculo de Periodistas Deportivos de Chile como mejor Futbolista.
El 2011 recala en Iberia donde destaca su capacidad goleadora convirtiéndose en el máximo artillero del certamen con 22 anotaciones. El 2012 se integra a Club de Deportes Cobresal en Primera A permaneciendo una temporada en el cuadro minero. Finalizado el torneo de clausura es presentado como nuevo refuerzo de Coquimbo Unido, su club durante la temporada 2013.
Para 2014, fue anunciado como nuevo jugador de San Marcos de Arica. En 2015, regresa a Iberia, pasando la siguiente temporada a Deportes Antofagasta. En 2017, reforzó a Everton. Para la temporada 2019, fue anunciado como refuerzo de Deportes Iquique, teniendo al año siguiente su primera experiencia en el fútbol extranjero, al fichar por el Oriente Petrolero de la Primera División Boliviana. A mediados de 2020, regresó a Cobresal.
En noviembre de 2022, fue anunciado como nuevo jugador de Deportes Temuco para la temporada 2023.
En Diciembre del año 2023 fue anunciado como el nuevo refuerzo de Deportes Recoleta para afrontar la temporada 2024.

## Clubes
| Club                 | País    | Año       | PJ | Goles |
| -------------------- | ------- | --------- | -- | ----- |
| Deportes Melipilla   | Chile   | 2006-2008 | 27 | 1     |
| Unión Temuco         | Chile   | 2009-2011 | ?  | 14    |
| Iberia               | Chile   | 2011      | ?  | 16    |
| Cobresal             | Chile   | 2012      | 26 | 5     |
| Coquimbo Unido       | Chile   | 2013-2014 | 55 | 5     |
| San Marcos de Arica  | Chile   | 2014-2015 | 14 | 0     |
| Iberia               | Chile   | 2015-2016 | 37 | 14    |
| Deportes Antofagasta | Chile   | 2016-2017 | 28 | 5     |
| Everton              | Chile   | 2017-2018 | 42 | 8     |
| Deportes Iquique     | Chile   | 2019      | 17 | 3     |
| Oriente Petrolero    | Bolivia | 2020      | 10 | 3     |
| Cobresal             | Chile   | 2020-2022 | 56 | 18    |
| Deportes Temuco      | Chile   | 2023      | 37 | 5     |
| Deportes Recoleta    | Chile   | 2024-Act. | 6  | 2     |

## Palmarés

### Campeonatos nacionales
| Título             | Club               | País  | Año  |
| ------------------ | ------------------ | ----- | ---- |
| Primera B          | Deportes Melipilla | Chile | 2006 |
| Tercera División A | Unión Temuco       | Chile | 2009 |

### Distinciones individuales
| Distinción                               | Año  |
| ---------------------------------------- | ---- |
| Máximo goleador de la Tercera A de Chile | 2009 |
| Mejor Futbolista Amateur de Chile        | 2009 |
| Máximo goleador de la Tercera A de Chile | 2011 |